# Jed Wentz
Jed Wentz (* 1. Juli 1960 in New Brighton, Pennsylvania) ist ein US-amerikanischer Flötist und Dirigent.

## Leben und Werk
Jed Wentz studierte Querflöte (moderne und historische Instrumente) am Oberlin Conservatory of Music bei Robert Willoughby und Michael Lynn (1981 Bachelor of Music), danach am Koninklijk Conservatorium Den Haag bei Barthold Kuijken (1985 Master of Music). Ab den 1980er-Jahren trat er in den USA und Europa solistisch auf, mit Ensembles wie Musica Antiqua Köln, Les Musiciens du Louvre, Capriccio Stravagante Paris oder dem Gabrieli Consort. Seit den 1990er-Jahren rückte die Dirigiertätigkeit mehr in den Vordergrund. 1992 gründete er das in den Niederlanden beheimatete Ensemble Musica ad Rhenum, mit dem er als Solist bzw. dessen Dirigent weltweit konzertiert.
Jed Wentz widmet sich der Musik des 17. und 18. Jahrhunderts, mit der er sich im Sinne einer historisch informierten Aufführungspraxis auch in diversen Fachartikeln auseinandersetzt (erschienen u. a. in „Early Music“, „Concerto“, „Tijdschrift voor Oude Muziek“). 2010 wurde er an der Universität Leiden promoviert (The Relationship between Gesture, Affect and Rhythmic Freedom in the Performance of French Tragic Opera from Lully to Rameau). Wentz ist seit 1994 Mitglied des Lehrkörpers am Conservatorium van Amsterdam, ist aber als Lehrer und Kursleiter auch an anderen Hochschulen tätig, etwa der Royal Academy of Music und dem Koninklijke Conservatorium Den Haag. 2012 wurde er künstlerischer Berater des Utrecht Early Music Festival.
Als Solist und Dirigent war und ist Jed Wentz seit den 1990er-Jahren an mehr als 30 CD-Einspielungen für verschiedene Labels beteiligt, so bei Vanguard Classics, Brilliant Classics und Challenge Classics. 1995 zeichnete ihn die Fondazione Cini Venetia für eine CD mit Sonaten von Pietro Antonio Locatelli mit einem Preis für die beste Aufnahme mit italienischer Musik aus. 2006 erschien bei Brilliant Classics seine Komplettaufnahme der Sonaten von Michel Blavet.

## Veröffentlichungen (Auswahl)
- Mit Anne Smith: Gustav Maria Leonhardt in Basel. Portrait of a Young Harpsichordist. In: Pedro Memelsdorff und Thomas Drescher (Hrsg.): Basler Jahrbuch für Historische Musikpraxis, Bd. 34. Werk, Werkstatt, Handwerk – Neue Zugänge zum Material der Alten Musik. Amadeus, Winterthur 2014, ISBN 978-3-905786-13-2. S. 229–244.